# Sentinel-Eisstrom
Der Sentinel-Eisstrom ist ein Eisstrom an der English-Küste des Palmerlands im Südteil der Antarktischen Halbinsel. Er fließt zum George-VI-Schelfeis im George-VI-Sund, das er nordwestlich der Yee-Nunatakker und 30 km südöstlich der DeAtley-Insel erreicht.
Das UK Antarctic Place-Names Committee benannte ihn 2018. Namensgebend sind die Sentinel-Satelliten des europäischen Copernicus-Programms, die bei der Fernerkundung der Antarktis zum Einsatz kamen.